# خانه‌ای در تلگراف هیل
خانه‌ای در تلگراف هیل (انگلیسی: The House on Telegraph Hill) یک فیلم نوآر به کارگردانی رابرت وایز است که در سال ۱۹۵۱ منتشر شد. از بازیگران آن می‌توان به والنتینا کورتزه اشاره کرد. بخش‌هایی از فیلم، در محلهٔ «تلگراف هیل» و بخش‌هایی دیگر در «خیابان مونتگومری» در سان فرانسیسکو تصویربرداری شده است. این فیلم نامزد دریافت جایزه اسکار بهترین طراحی صحنه شد.